# Kevin Lyttle
Kevin Lyttle (ur. 14 września 1976 na Saint Vincent i Grenadynach) - piosenkarz wykonujący muzykę z gatunku soca. Jego największym hitem jest "Turn Me On" z 2003 roku.

## Kariera
Kevin Lyttle nagrał "Turn Me On" już w 2001 roku jako balladę. Po podpisaniu kontraktu z Atlantic Records w roku 2003, utwór został wydany w nowej wersji i okazał się światowym sukcesem, docierając do czołówek list sprzedaży w USA i wielu krajach Europy. Debiutancki album muzyka, zatytułowany Kevin Lyttle, ukazał się latem 2004 roku i dotarł do miejsca 8. amerykańskiej listy, zdobywając tam ostatecznie miano złotej płyty. Kolejny singel, "Last Drop", spotkał się tylko z umiarkowanym sukcesem, a dwa następne, "Drive Me Crazy" i "I Got It", nie weszły już na żadne listy przebojów.
W 2007 roku, Lyttle założył własną wytwórnię płytową, Tarakon Records. W roku 2008, wydał swój drugi album, Fyah, promowany singlem o tym samym tytule, jednak zarówno album, jak i singel nie spotkały się z sukcesem komercyjnym. W 2011 roku, nagrał singel "Anywhere", w którym gościnnie udzielił się Flo Rida. Trzecia płyta Kevina Lyttle, I Love Carnival, ukazała się w 2012 roku, promowana singlem "Wine and Go Down". Rok później Lyttle wydał singel "Bounce".

## Życie prywatne
Lyttle mieszka w Miami na Florydzie i jest żonaty z dr Jacqueline James.

## Dyskografia

### Albumy
- 2004: Kevin Lyttle
- 2008: Fyah
- 2012: I Love Carnival

### Single
- 2003: "Sexy Ways" (oraz Trini Jacobs)
- 2003: "Turn Me On"
- 2004: "Last Drop"
- 2004: "Drive Me Crazy"
- 2005: "I Got It"
- 2005: "Jimmy Johnny"
- 2008: "Fyah"
- 2009: "Only You"
- 2011: "Anywhere" (oraz Flo Rida)
- 2011: "Nobody Like U"
- 2011: "Wine and Go Down"
- 2012: "I Love Carnival" (oraz Skinny Fabulous)
- 2012: "Paradise" (oraz Victoria Aitken)
- 2013: "Come a Little Closer" (oraz Fucha Kid)
- 2013: "Bounce"
- 2013: "It's On" (oraz Xyclone, Red Rat, Deva Bratt i Delly Branx)